# Ejnar Eklöf
Joel Ejnar Eklöf (auch Ejnar Eklöf, * 20. Januar 1886 in Nora; † 25. Juli 1954 in Stockholm) war ein schwedischer Organist, Komponist und Gesangslehrer.

## Leben und Werk
Ejnar Eklöf studierte am Stockholmer Konservatorium. 1907 erhielt er sein Organistendiplom und 1910 sein Kirchensänger- und Musiklehrerdiplom. Er wirkte dann viele Jahre als Gesangslehrer an der Sofia-Volksschule in Stockholm (1913–1946) und als Organist an der Hjorthagen-Kirche (1918–1943) in Stockholm.
Ejnar Eklöf schrieb Chöre und Lieder, einige davon mit deutlichem patriotischem Einschlag. Unter seinen mehr als 70 Liedern sind mehrere auch für Orchester vertont. Eines seiner bekanntesten Lieder ist Morgon („Morgen“, 1917), das der schwedische Opernsänger Jussi Björling oft öffentlich aufführte. Dieses Lied hat den Charakter einer Nationalhymne angenommen.